# Eleições estaduais no Brasil em 2022
Eleições estaduais foram realizadas no Brasil em 2 de outubro de 2022, como parte das eleições gerais nacionais, para eleger chapas com governadores de estado e do Distrito Federal e seus vice-governadores, assim como deputados estaduais para as assembleias legislativas de cada estado e deputados distritais para a Câmara Legislativa do Distrito Federal. Um segundo turno foi realizado em 30 de outubro nos estados onde nenhum candidato obteve mais de 50% dos votos.

## Antecedentes
Os bastidores da candidatura a governador do estado começaram após as eleições municipais brasileiras de 2020. De acordo com a lei eleitoral brasileira, nenhum candidato pode ser declarado antes de julho de 2022, até que todas as pessoas citadas para serem candidatos sejam chamadas de pré-candidatos ou potenciais candidatos.

## Resumo das eleições para governador
| Estado | Estado              | Candidatos a governador (1º turno) | Candidatos a governador (2º turno)                      | Eleito               | Partido      |
| ------ | ------------------- | ---------------------------------- | ------------------------------------------------------- | -------------------- | ------------ |
|        | Acre                |                                    |                                                         | Gladson Cameli       | PP           |
|        | Alagoas             |                                    | Rodrigo Cunha (União Brasil) Paulo Dantas (MDB)         | Paulo Dantas         | MDB          |
|        | Amapá               |                                    |                                                         | Clécio Luís          | SD           |
|        | Amazonas            |                                    | Wilson Lima (União Brasil) Eduardo Braga (MDB)          | Wilson Lima          | União Brasil |
|        | Bahia               |                                    | ACM Neto (União Brasil) Jerônimo (PT)                   | Jerônimo             | PT           |
|        | Ceará               |                                    |                                                         | Elmano de Freitas    | PT           |
|        | Distrito Federal    |                                    |                                                         | Ibaneis Rocha        | MDB          |
|        | Espírito Santo      |                                    | Carlos Mannato (PL) Renato Casagrande (PSB)             | Renato Casagrande    | PSB          |
|        | Goiás               |                                    |                                                         | Ronaldo Caiado       | União Brasil |
|        | Maranhão            |                                    |                                                         | Carlos Brandão       | PSB          |
|        | Mato Grosso         |                                    |                                                         | Mauro Mendes         | União Brasil |
|        | Mato Grosso do Sul  |                                    | Eduardo Riedel (PSDB) Capitão Contar (PRTB)             | Eduardo Riedel       | PSDB         |
|        | Minas Gerais        |                                    |                                                         | Romeu Zema           | NOVO         |
|        | Paraná              |                                    |                                                         | Ratinho Junior       | PSD          |
|        | Paraíba             |                                    | João Azevêdo (PSB) Pedro Cunha Lima (PSDB)              | João Azevêdo         | PSB          |
|        | Pará                |                                    |                                                         | Helder Barbalho      | MDB          |
|        | Pernambuco          |                                    | Marília Arraes (SD) Raquel Lyra (PSDB)                  | Raquel Lyra          | PSDB         |
|        | Piauí               |                                    |                                                         | Rafael Fonteles      | PT           |
|        | Rio de Janeiro      |                                    |                                                         | Cláudio Castro       | PL           |
|        | Rio Grande do Norte |                                    |                                                         | Fátima Bezerra       | PT           |
|        | Rio Grande do Sul   |                                    | Eduardo Leite (PSDB) Onyx Lorenzoni (PL)                | Eduardo Leite        | PSDB         |
|        | Rondônia            |                                    | Coronel Marcos Rocha (União Brasil) Marcos Rogério (PL) | Coronel Marcos Rocha | União Brasil |
|        | Roraima             |                                    |                                                         | Antônio Denarium     | PP           |
|        | São Paulo           |                                    | Fernando Haddad (PT) Tarcísio de Freitas (REP)          | Tarcísio de Freitas  | Republicanos |
|        | Santa Catarina      |                                    | Jorginho Mello (PL) Décio Lima (PT)                     | Jorginho Mello       | PL           |
|        | Sergipe             |                                    | Fábio (PSD) Rogério Carvalho (PT)                       | Fábio                | PSD          |
|        | Tocantins           |                                    |                                                         | Wanderlei Barbosa    | Republicanos |